# Messier 21
Messier 21 (NGC 6531) é um aglomerado estelar aberto localizado na constelação de Sagitário. Foi descoberto pelo francês Charles Messier em 5 de junho de 1764.
Messier 21 é um aglomerado relativamente jovem de estrelas, com meros 4,6 milhões de anos, e situa-se aproximadamente 4 250 anos-luz em relação à Terra. É altamente denso mas contém apenas 57 estrelas Algumas estrelas gigantes azuis foram identificadas no aglomerado, mas a maior parte de suas estrelas são pequenas. Com uma magnitude aparente de 6,5, Messier 21 não é visível a olho nu, embora seja facilmente visível com bons binóculos em noite com boas condições de visibilidade.

## Descoberta e visualização
O aglomerado aberto é uma das descobertas originais do astrônomo francês Charles Messier, que o catalogou em 5 de junho de 1764.

## Características

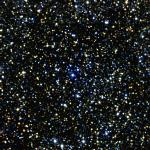
Messier 21, projeto 2MASS

É um aglomerado aberto que exibe uma forte concentração estelar em seu núcleo. Foi classificado por Woldermar Götz como pertencente à classe I,3,r, segundo a classificação de aglomerados abertos de Robert Julius Trumpler, onde a classe I refere-se aos aglomerados mais densos e a classe IV aos menos densos; a classe 1 aos aglomerados com pouca diferença de brilho entre seus componentes e a classe 3 aos que tem grande diferença de brilho; e a classe p aos aglomerados pobres em estrelas, m para aglomerados com a quantidade de estrelas dentro da média e r para os ricos em estrelas. Trumpler havia classificado anteriormente o aglomerado como I,3,p. De acordo com Sotirios Svolopoulos, o aglomerado contém 57 estrelas, sendo as mais brilhantes pertencentes à classe espectral B0. Com base nisso, estima-se que o objeto tenha apenas 4,6 milhões de anos e que pertença à associação estelar OB1, segundo o Sky Catalogue 2000.0.
As estimativas de sua distância em relação à Terra são discordantes, variam entre 2 200, segundo Robert Burnham Jr., a 4 250 anos-luz, segundo o Sky Catalogue 2000.0 e Kenneth Glyn Jones. John Mallas e Evered Kreimer estimaram sua distância em 3 000 anos-luz.

## Galeria

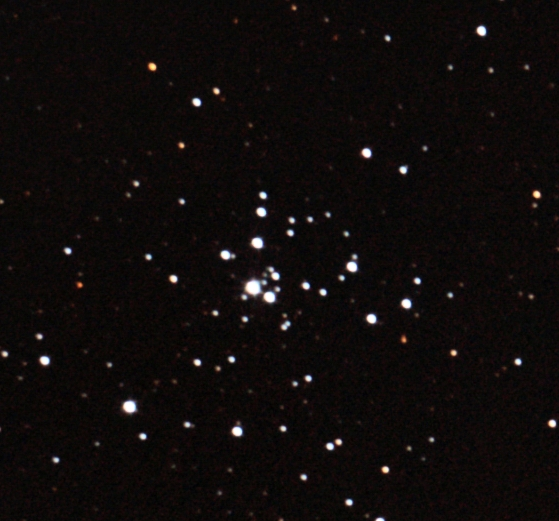
Messier 21, José Carlos Castro
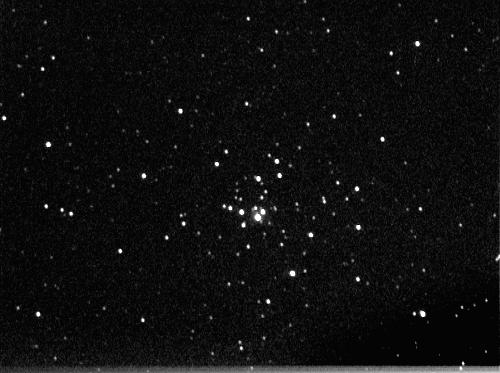
Messier 21, Ole Nielsen